# 正円寺 (墨田区)
正圓寺（しょうえんじ）は、東京都墨田区押上二丁目にある天台宗の寺院。

## 概要
1468年（応仁2年）、常照法印によって開山された。
しかし寛永年間（1624年～1645年）以前の記録がなく、1630年（寛永7年）に山崎善左衛門安長が移葬されたのが最古の記録である。
かつては境内の広さが2,400坪の大寺であったが、1855年（安政2年）安政大地震で崩落し、それまでの勢いを失って、現在に至っている。
明治の神仏分離までは隣接する高木神社の別当寺でもあった。

## 交通アクセス
- 東武スカイツリーライン、東武亀戸線　曳舟駅西口より徒歩6分（経路案内）。